# Basilique collégiale des Saints Pierre et Paul à Strzegom
La basilique collégiale des Saints Pierre et Paul à Strzegom est une église gothique qui appartient au doyenné de Strzegom (allemand: Striegau) et au diocèse de Świdnica (allemand: Schweidnitz) en Basse-Silésie. Au début, l’église appartenait aux Hospitaliers de l’ordre de Saint-Jean de Jérusalem. La paroisse a été érigée au XVIe siècle. Depuis 2002, l’église possède un titre de basilique mineure. Le 13 avril 2017, elle a été élevée au rang de collégiale. Le bâtiment a été inscrit au registre de monuments historiques classés le 22 octobre 2012. Il abonde en œuvres de sculpture et d’artisanat des XIVe et XVe siècles.

## Histoire
À l’époque des croisades, les ordres hospitaliers, y compris l’ordre de Saint-Jean de Jérusalem, ont été créés sur le territoire du royaume de Jérusalem. Après la chute des croisades, les Hospitaliers menait plusieurs activités en Europe ; entre autres, il s’occupait de construction. En 1180, l’Ordre a acquis la ville de Striegau. Dans la ville, il s’y trouvait l’église de Saint André qui a été détruite par les Mongols lors de la première invasion mongole dans la région de Silésie en 1214. Au XIIIe siècle, on a érigé un nouveau bâtiment, et finalement, au début du XIVe siècle, l’Ordre a décidé de construire une église plus grande à l’aide financière des ducs de Liegnitz et des bourgeois de Striegau. La charpente du bâtiment a été créée entre 1250 et 1390. L’église nouvelle avait une longueur d’environ 80 m. Elle a été faite de granite, de basalte et de grès (qui a été utilisé pour les éléments décoratifs, tels que les portails et les consoles). Les travaux de construction de l’église ont duré longtemps ; on n’a fini les travaux qu’au début du XVIe siècle. En 1718, un grave incendie a éclaté dans l’église.
Le 15 septembre 2002, le pape Jean-Paul II a émis une bulle qui a attribué le titre de basilique mineure à l’église de Strzegom. Ensuite, le 13 avril 2017, l’évêque Ignacy Dec a créé le chapitre de chanoines et il a élevé la basilique au rang de collégiale. Elle est la basilique collégiale unique dans le diocèse de Świdnica.

## Architecture

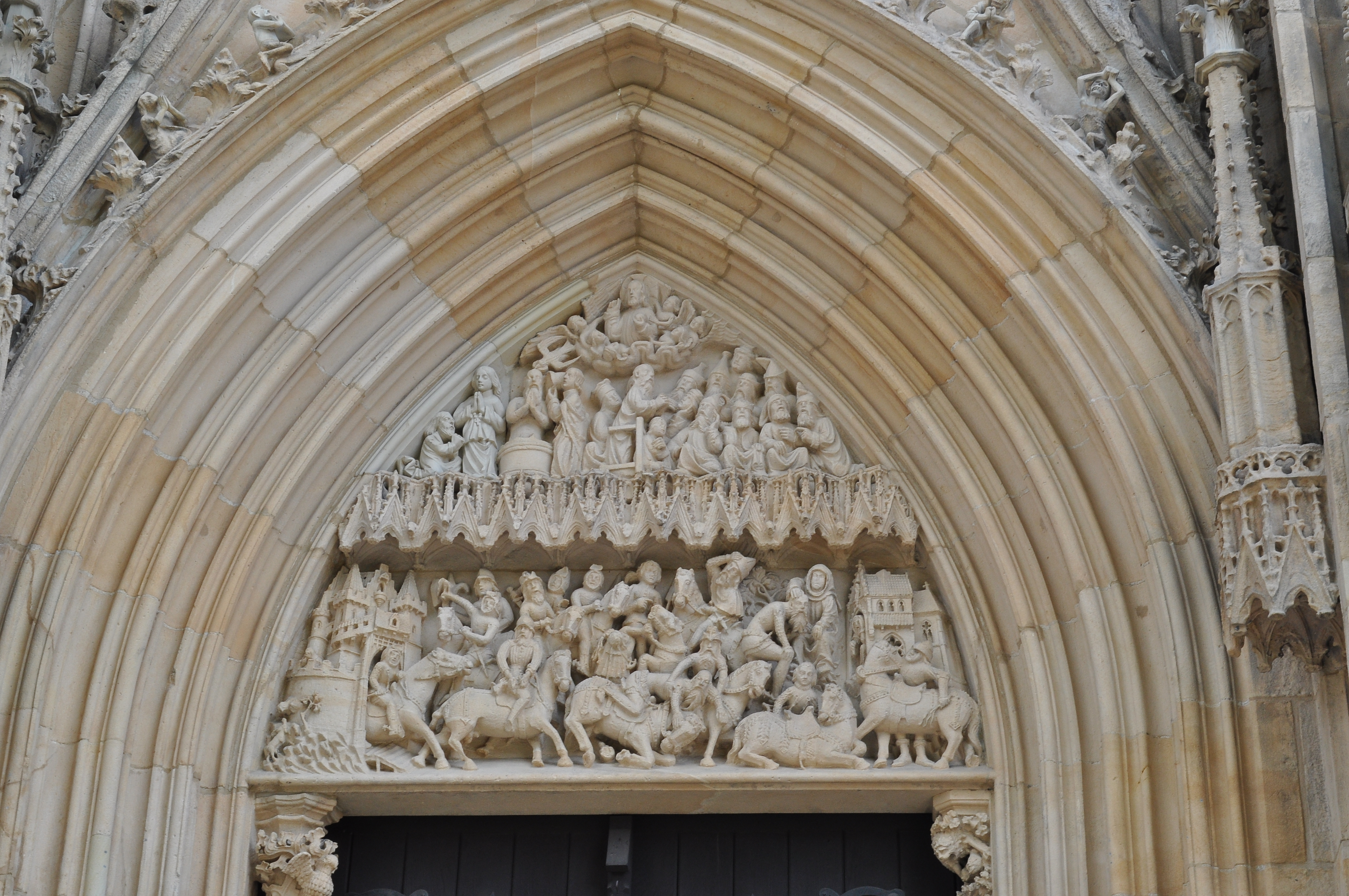
Le fragment du portail ouest du XIVe siècle – le tympan avec les épisodes de la vie de saint Paul

Le bâtiment est une basilique à trois nefs avec le transept et le chœur polygonal. Elle a le chœur à trois travées et le nef à cinq travées. Les nefs latérales de l’est sont fermées de trois côtés. Sur la façade ouest, il y a deux tours, cependant toutes les deux restent inachevées. La tour nord, plus haute, est couverte d’un toit en pente. Elle atteint la même hauteur que le toit au-dessus de la nef centrale. La tour sud, qui est plus basse, atteint la hauteur de la nef latérale. À l’intérieur, on peut trouver les voûtes à liernes (dans les chapelles et le croisement des nefs), les croisées d’ogives (dans les nefs latérales) et les voûtes en réseau (dans la nef centrale), appuyées sur les piliers rectangulaires. Les ogives couvrent les consoles en formes figuratives. Cette structure de la partie est de l’église, avec le chœur et les nefs latérales, est connue en Silésie (on peut la trouver dans les basiliques  - La Basilique Sainte-Élisabeth et dans les églises-halles – L’église Sainte-Marie-sur-le-Sable). À l’extérieur, les arcs-boutants en pierre consolident les murs de la nef centrale. Le sommet du transept et la façade ouest sont décorés de fausses fenêtres du début du XVIe siècle. La décoration du sommet de côté ouest, qui est caractéristique pour l’architecture gothique silésienne, se compose de fausses fenêtres rectangulaires.

## Sculpture architectonique

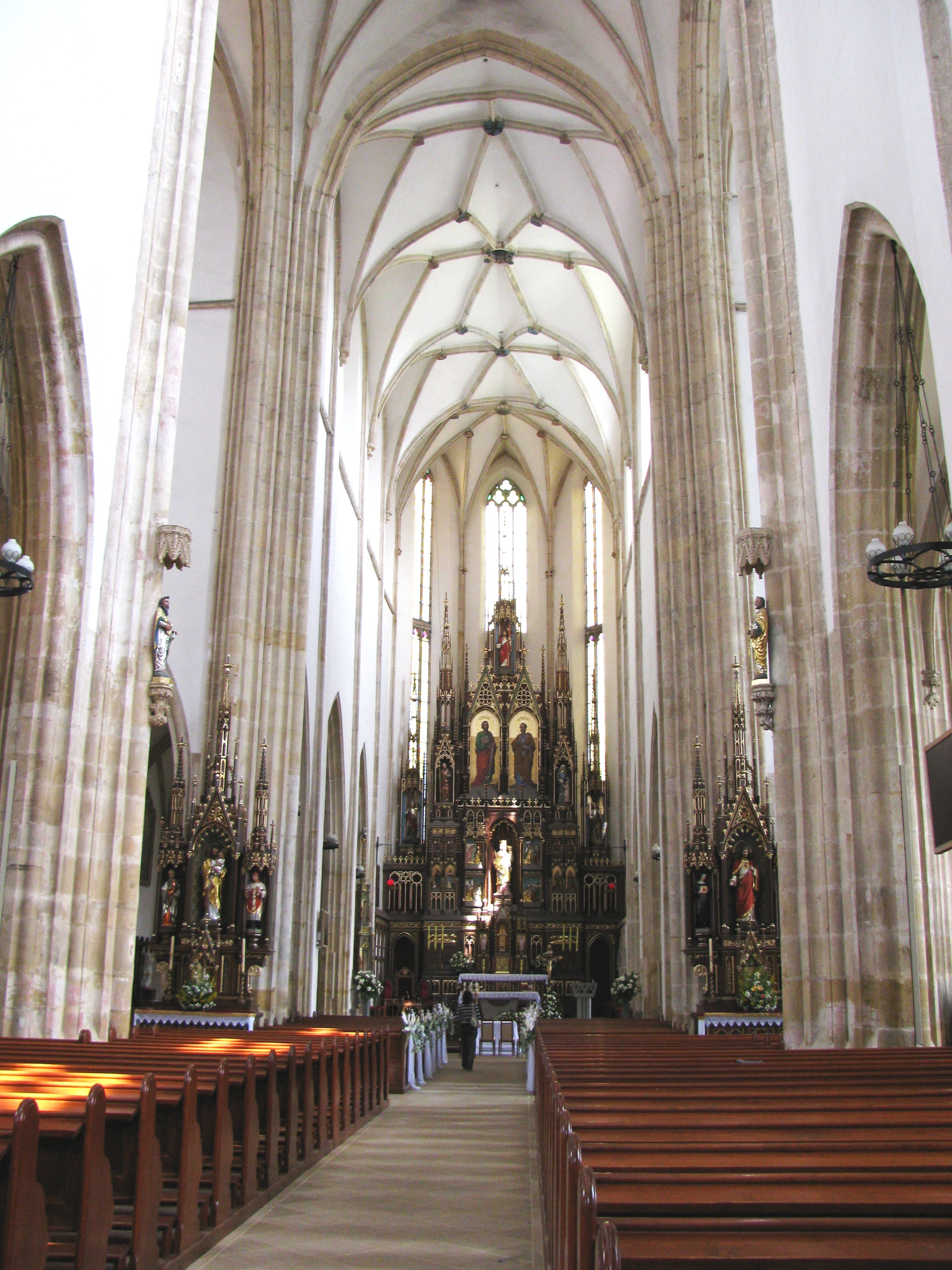
La nef principale

Les trois portails, richement sculptés, et le tympan représentent les types iconographiques médiévaux rares en Pologne. Le portail vient des années 1370. Ce qui donne le caractère représentatif à l’entrée, c’est un ornement de pierre en forme de remplage. Au centre de l’ornement, il y a une figure de Christ en tant que juge du monde. Les figures de la Vierge Marie et de saint Jean sont installées des deux côtés. À la surface de l’arc, on peut voir les sculptures et les bas-reliefs, répartis en deux rangées. Ils représentent les épisodes de la vie de saint Paul d’une manière narrative (y compris sa conversion à la porte de Damas). Au-dessus du portail nord, datant du troisième quart du XIVe siècle, se trouve le tympan avec des bas-reliefs qui présentent les Couronnements : de la Vierge par le Christ, de Bethsabée par Salomon et d’Esther par Ahasvérus. Au-dessus du portail sud qui date d’environ 1400, on peut voir la scène de la Dormition de la Vierge parmi les anges.

## Décor de l’intérieur
Dans le chœur, il se trouve les sedilia de trois arcades, faits de pierre, le ciborium de pierre en forme de la tour (de la hauteur de 4,5 m) créé par Wolfgang de Vienne dans la première moitié du XVe siècle. En outre, il y a les fonts baptismaux en pierre, créés dans un style gothique tardif (XVIe siècle) et la chaire de 1592 qui est faite en grès. Sur les murs, on peut trouver les petits fragments des polychromies des XIVe et XVIe siècles. Les tombes et les épitaphes des XVIe et XVIIe siècles sont représentants de la sculpture moderne. La chaire de 1592 a été conçue dans le style de maniérisme par Casper Berger de Liegnitz. Dans le grand maître-autel de néo-gothique, il se trouve la figure gothique de la Vierge à l’Enfant du XVe siècle. Dans la tour, il y a une cloche, créée en 1318 par un fondeur de cloches. La cloche a été fondée par frère Przedbor de Widawa. Elle est l’une des plus vieilles cloches toujours actives en Pologne (selon certaines opinions, la plus vieille). Deux autres cloches, plus jeunes (qui datent de 1405 et de 1424) l’accompagnent. Sur toutes les cloches, il y a une inscription avec la date de la création de la cloche,.
Le 12 mars 1997, on a accroché la partie supérieure de la figure de Jésus-Christ sur le mur de l’église. La figure, faite de zinc et dorée à l’origine, fait partie de la croix en fer de 1850 qui est située au sommet du massif Góra Krzyżowa. En 1945, la figure a été endommagée par les soldats soviétiques – elle a été coupée en deux par la rafale de mitrailleuse,,. La partie inférieure de la figure a disparu, tandis que la partie supérieure a été retrouvée dans les buissons en 1969, ou dans les années 1970 et cachée dans la pièce au-dessus de la sacristie ou dans le presbytère. 

## Chapitre de chanoines
- Le prévôt : prélat Marek Babuśka (Strzegom)
- Le doyen : prêtre chanoine Piotr Ważydrąg (Żarów)